# Бравый (миноносец)
«Бра́вый» — эскадренный миноносец типа «Буйный», принявший участие в Цусимском сражении и прорвавшийся после него во Владивосток.

## Строительство
В 1901 году миноносец «Бравый» был зачислен в списки судов Балтийского флота и заложен на судоверфи Невского судостроительного и механического завода в Санкт-Петербурге под названием «Налим». Спущен на воду 29 сентября 1901 года. 9 марта 1902 года переименован в «Бравый». Вступил в строй 29 июля 1902 года. После вступления в строй отправился на Дальний Восток с отрядом А. А. Вирениуса, однако с началом Русско-японской войны вернулся в Россию.

## Служба
29 августа 1904 года под командованием лейтенанта П. П. Дурново в составе Второй Тихоокеанской эскадры вновь покинул Кронштадт и отправился на Дальний Восток России.
Во время Цусимского сражения 14 мая 1905 года «Бравый» входил в состав 1-го отделения миноносцев и держался на левом, нестреляющем борту русских броненосцев, находясь в распоряжении контр-адмирала Н. И. Небогатова. Как только «Ослябя» начал тонуть, миноносец полным ходом подошёл к гибнущему кораблю и под огнём начал спасать плавающую в воде команду. Всего «Бравый» взял на борт 183 человека, при этом попал под обстрел японских крейсеров и вынужден был прекратить спасение экипажа броненосца. В это же время «Бравый» получил попадание 203-мм снаряда, который нанёс кораблю сильные повреждения и сбил фок-мачту. На миноносце погибло девять человек, в их числе пять — из состава экипажа «Осляби»; шесть человек получили тяжелые ранения (один из них, спасённый с «Осляби», вскоре умер).
К вечеру повреждённый миноносец следуя за крейсером «Владимир Мономах», отстал от эскадры и на нём было принято решение о самостоятельном прорыве во Владивосток в обход японских судов. Для того, чтобы сделать корабль менее приметным, на миноносце срубили мачту и красили трубы мелом. В пути скорость миноносца упала до 5 узлов и подошёл к концу уголь: в топку пришлось отправить все дерево, имевшееся на миноносце.
Утром 17 мая «Бравый» оказался без топлива в нескольких десятках миль от Владивостока. Положение казалось безвыходным, но миноносцу помог искровой телеграф: увеличив радиус действия телеграфа при помощи поднятого над кораблём воздушного змея, «Бравый» стал подавать сигналы, принятые на радиостанции Владивостока. Навстречу ему был выслан миноносец, снабдивший его углем и проведший его вечером 17 мая через минные заграждения в Золотой Рог. Таким образом, «Бравый» стал одним из трёх кораблей эскадры, достигших Владивостока. За проявленную в бою инициативу и самостоятельный прорыв лейтенант Дурново был награждён орденом Святого Георгия 4 степени.

### Служба в составе Сибирской флотилии
6 ноября 1905 года «Бравый» был включён в состав Сибирской флотилии. В 1907 году миноносец во Владивостокском порту прошёл перевооружение с капитальным ремонтом корпуса и механизмов — заменены дымогарные трубки в котлах, также были установлены новые листы палубного настила. 12 декабря 1917 года вошел в состав Красной Сибирской флотилии, затем был захвачен японскими войсками.
После освобождения Владивостока от интервентов был введён в строй в качестве брандвахты под названием «Анисимов». 21 ноября 1925 года исключён из списков судов РККФ и сдан на слом.

## Офицеры миноносца во время Цусимского сражения
- Поручик КИМФ Беренов, Сергей Михайлович — младший судовой механик
- Лейтенант фон Нерике, Константин Карлович — вахтенный офицер
- Штабс-капитан КИМФ Сно, Николай Александрович — старший судовой механик
- Лейтенант Третьяков, Николай Васильевич — минный офицер, командовал вельботом, спущенным с борта миноносца для спасения экипажа ЭБР «Ослябя»
- Мичман Бурачек, Всеволод Евгеньевич — вахтенный офицер